# Большая игра (фильм, 1988)
«Большая игра» (болг. Голямата игра) — советский многосерийный художественный телефильм 1988 года по роману Юлиана Семёнова «Пресс-центр. Анатомия политического преступления». Фильм снят совместно с болгарскими кинематографистами.

## Сюжет
В одной из латиноамериканских стран готовится военный переворот. В Париже убит миллионер Грацио, финансировавший проект единой энергосистемы этой страны. Вскоре был тяжело ранен болгарский журналист, после чего к расследованию подключился советский писатель, журналист-международник Дмитрий Степанов…

## В ролях
| Актёр                  | Роль                                                    |
| ---------------------- | ------------------------------------------------------- |
| Владимир Гостюхин      | Дмитрий Степанов                                        |
| Александр Калягин      | Соломон Шор                                             |
| Олег Басилашвили       | Бреннер                                                 |
| Леонид Броневой        | Вернье                                                  |
| Стефан Данаилов        | Георгий Иорданов                                        |
| Виктор Авилов          | Френк По                                                |
| Елина Калинова         | Мари Кровс                                              |
| Васил (Веселин) Ранков | Мигель Санчес (дублирует Владимир Ерёмин)               |
| Аня Пенчева            | Мишель                                                  |
| Эли Скорчева           | Гала                                                    |
| Станислав Садальский   | Папиньон                                                |
| Наум Шопов             | Майкл Велш (дублирует Александр Демьяненко)             |
| Пётр Слабаков          | Мартур Рамирес (дублирует Иван Краско)                  |
| Цветан Ватев           | Пепе Диас                                               |
| Васил Димитров         | Матен (дублирует Игорь Дмитриев)                        |
| Евгений Зайцев         | Бари Дигон (дублирует Андрей Толубеев)                  |
| Марин Янев             | Лопес                                                   |
| Димитар Буйнозов       | Леопольдо Грацио                                        |
| Георгий Новаков        | Пепе Аурелио                                            |
| Наталия Петрова        | фрау фон Валецки, бывшая жена Леопольдо Грацио          |
| Рудольф Фурманов       | Бенджамин Уфер                                          |
| Александр Эстрин       | Дэвид Ролл                                              |
| Венцислав Божинов      | Карденас                                                |
| Вадим Медведев         | Зеккер                                                  |
| Коста Цонев            | сенатор США (дублирует Игорь Ефимов)                    |
| Пётр Горин             | Фёдор Алексеевич, посол СССР во Франции                 |
| Стефан Илиев           | Спасов-Вылчев, секретарь посольства Болгарии во Франции |
| Сулев Луйк             | Хоф                                                     |
| Генрикас Кураускас     | Вальтер Цор, бывший нацист                              |
| Валентин Букин         | наёмный убийца (эпизод)                                 |
| Мурман Джинория        | режиссёр Руиджи                                         |